# Edward Alexander Wilmot Williams
Edward Alexander Wilmot Williams, britanski general, * 1910, † 1994.